# Té matcha
Matcha (抹茶, japonés: maccha ; mandarín: [mwò.ʈʂʰǎ]; pinyin: mǒchá ) es un tipo de té verde japonés finamente molido elaborado con tencha, el material resultante del procesado de las hojas de la primera cosecha. 
Aunque se consume tradicionalmente en el este de Asia, el matcha japonés se cultiva y procesa de manera diferente. Las plantas de té verde utilizadas para la elaboración del matcha se cultivan a la sombra durante tres o cuatro semanas antes de la cosecha; los peciolos y las nerviaciones se eliminan durante el procesamiento. Durante el crecimiento a la sombra, la planta Camellia sinensis produce más teanina, clorofila y cafeína. El matcha tradicional se consume durante la ceremonia del té o Cha No Yu preparado con agua a unos 80 °C. Este tipo de matcha se denomina 'usucha' o matcha ligero.
La ceremonia tradicional japonesa de té se centra en los preparativos y posterior preparación y consumo de matcha, encarnando no solo la espiritualidad meditativa, sino también el refinamiento característico del Wabi Sabi. En los tiempos modernos, el matcha también se usa para aportar sabor y color a los alimentos, como fideos soba, 'mochi', helado de matcha, café con leche y matcha y una variedad de dulces wagashi japoneses, entre otras muchas cosas. El matcha que se utiliza durante la ceremonia de té se conoce como de grado ceremonial, lo que significa que el té tiene una calidad lo suficientemente alta como para ser consumido en la ceremonia del té. El matcha de calidad inferior se conoce como de grado culinario. Y aunque no existen ni una definición concreta ni  requisitos estándar en la industria de té japonés para la producción de matcha, el té de grado culinario se elabora con hojas que han pasado muy poco tiempo a la sombra.
Algunas de las mezclas de matcha reciben nombres poéticos conocidos como chamei ("nombres de té") ya sea por la plantación productora, la tienda o el creador de la mezcla, o por el gran maestro de una tradición de té en particular. Cuando el gran maestro de un linaje de la ceremonia del té nombra una mezcla, se la conoce como el konomi del maestro .

## Historia
El té molido tiene su origen en la China de tiempos de la dinastía Song. 
En el año 1191, el monje budista Eisai llevó el té molido al Japón, con la introducción del budismo (Zen). Con el tiempo, el té molido fue desapareciendo en la China, sin embargo arraigó en el Japón gracias a las costumbres de los monasterios budistas. Más tarde, las clases altas de la sociedad japonesa adoptaron este té, entre los siglos XIV y XVI.

## Producción
La preparación del matcha comienza varias semanas antes de su cosecha.  Primero se cubren las plantas del té para ocultarlas del sol. De esta forma se retrasa su crecimiento y se crea un color verde más oscuro en las hojas.  Con este proceso el té gana en aminoácidos, creándose así un té más dulce.
Tras la cosecha, las hojas se colocan en una superficie plana para su secado. El resultado se llama "tencha" (碾茶).  Se les retira el tallo y las venas antes de molerlas hasta conseguir una textura de polvo fino como el talco, de un verde intenso, conocido como "matcha".
Solo el "tencha" molido produce matcha. Otros tés molidos se conocen como "konacha" (粉茶).
El sabor del matcha depende de sus aminoácidos. Las mejores calidades tienen un sabor más dulce y más intenso. Las variedades más corrientes se obtienen de las últimas cosechas de la temporada.
Las regiones productoras del matcha son Uji en Kioto (llamándose el té de esta región "Ujicha"), y Nishio en Aichi (llamándose en este caso "Nishiocha").

## Preparación

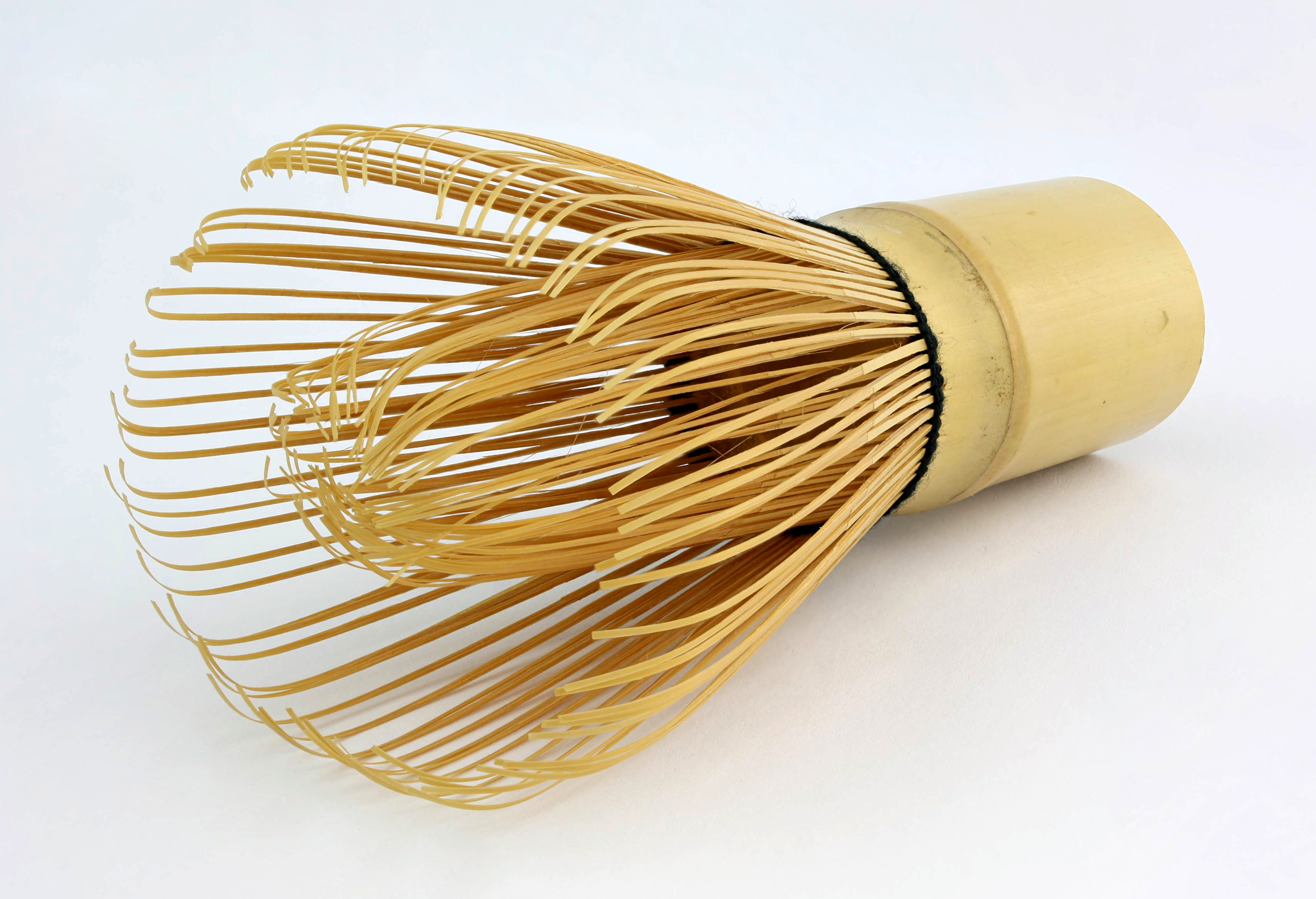
Batidor de bambú (chasen)

Antes de servirlo, se pasa el matcha por un colador muy fino para eliminar los grumos, ayudándose con una espátula de madera.
En la ceremonia japonesa del té, el matcha colado se deposita primero en un recipiente llamado "chaki".
Con una cucharilla especial de bambú llamada chashaku se pone una medida (una cucharadita) en el cuenco de té (llamado chawan). Se vierte un poco de agua a unos 85 °C de temperatura. A continuación, se agita la mezcla rápidamente con la brocha de bambú llamada chasen hasta lograr una consistencia espumosa en la superficie. Se suele tomar sin ningún añadido, completamente natural, aunque existen variantes. Una de ellas es el famoso 'matcha latte', con leche. Tradicionalmente, se sirve acompañado de un dulce llamado wagashi.

## Otras preparaciones
El "Usucha", o té ligero, se prepara con media cucharadita de té y unos 75 ml de agua caliente, creándose un té más ligero y algo más amargo.
Para el "Koicha", o té espeso, se emplea más matcha (hasta seis cucharaditas en un cuenco de agua) y se remueve la mezcla más lentamente produciendo una mezcla más espesa, sin espuma, y que resulta más dulce. El Koicha se sirve principalmente en las ceremonias japonesas del té.